# فيلي وايزمان
فيلي وايزمان (بالإنجليزية: Willie Wiseman)‏ (18 أكتوبر 1896 في المملكة المتحدة - 1979 بإدنبرة في المملكة المتحدة) هو مدرب كرة قدم ولاعب كرة قدم بريطاني (وحمل سابقاً جنسية المملكة المتحدة لبريطانيا العظمى وأيرلندا) في مركز الظهير. لعب مع نادي كوينز بارك.

## وصلات خارجية
- فيلي وايزمان على موقع الاتحاد الإسكتلندي (الإنجليزية)
- فيلي وايزمان على موقع قاعدة بيانات كرة القدم.إي يو (الإنجليزية)